# Ambrogio Viale (poeta)
d'ossa ricolme, e d'atra tabe lorde; / perché mai non avvien, che alto o non rombe
d'empia sorte il flagel sulla mia testa, / o a percotermi rapido non piombe.»
(Ambrogio Viale, Canti del Solitario delle Alpi, p. 156)
Ambrogio Viale, detto il Solitario delle Alpi (Cervo, 3 dicembre 1769 – Cervo, 4 febbraio 1805), è stato un poeta e politico italiano, esponente della poesia cimiteriale e del preromanticismo.

## Biografia
Precursore della scuola romantica, a metà tra classicismo illuminista e arcadico e preromanticismo europeo, come il celebre contemporaneo Ugo Foscolo, ma di gusto più lugubre e nordico ispirato a Edward Young, Viale fu socio dell'Accademia Ligustica di Belle Arti, dell'Arcadia e dell'Accademia delle Scienze di Torino. Si dedicò anche alla traduzione dell'Eneide. 
Da Cervo si trasferì a Torino, poi nel 1790, decise di occuparsi di politica, aderendo alle idee della rivoluzione francese sperando nella fine dell'oligarchia della Repubblica di Genova, cosa che lo mise in rotta con la corte sabauda, costringendolo a tornare in Liguria.  Ardente patriota, filofrancese, democratico e repubblicano, nel triennio giacobino (1796-1799), con la discesa di Napoleone e la nascita della Repubblica Ligure, collaborò con le forze armate del Direttorio e del Consolato, e occupò anche incarichi politici in seno ai governi rivoluzionari. Ad esempio dopo la vittoria di Bonaparte a Marengo (1800), fu nominato commissario di governo della Giurisdizione di Capo Mele dal Direttorio della Repubblica Ligure. Si ritirò a causa di problemi di salute, tornando dalla famiglia a Cervo dove morì nel 1805 a 35 anni, l'anno in cui la Liguria fu annessa al Primo Impero Francese.
Gli sopravvissero, per pochi anni, la moglie e la figlia terzogenita. Le altre due figlie entrarono in convento.

## Poetica
(Ambrogio Viale)
A parte alcune odi politiche dedicate al suo periodo "rivoluzionario" e patriottico, quali Orazione pronunciata dal cittadino Ambrogio Viale in occasione dell’erezione dell'albero della libertà e Inno per la proclamazione della Repubblica Ligure, e poesie d'occasione  (L'angelo della luce per l'inaugurazione di una chiesa genovese), Viale si mosse sulla linea preromantica cimiteriale e ossianica di James MacPherson ed Edward Young (solo in parte alla Thomas Gray), con influenze di Vittorio Alfieri (escluse le idee politiche) e del traduttore di Ossian Melchiorre Cesarotti.
Dalla sensibilità gotica, sepolcrale più patetica e "orrorosa" rispetto ai contemporanei italiani, in aperto contrasto con l'Arcadia di cui pure era socio e col classicismo letterario e soprattutto il neoclassicismo di Vincenzo Monti, diede alle stampe vari componimenti che recuperavano molto dei poeti britannici settecenteschi ma anche di Dante. Visionario dall'animo sconvolto, dedito a volontari esili nelle alpestri solitudini delle montagne dell'entroterra di Cervo, poi di Torino e Genova dove abitò a lungo, dedicandosi a caccia e pesca, il Viale è capace di creare immagini di gusto quasi horror con sconvolgente modernità e scioltezza della creazione. Nel poemetto Erminda, per esempio, egli immagina che i cadaveri abbandonati nel fondo della rupe della dimenticanza si animino all'improvviso (in una visione biblica ispirata al Libro di Ezechiele) e si uniscano a formare un essere orrendo e gigantesco che parla della caducità delle cose terrene. Queste visioni alpine di natura selvaggia e morte ebbero ispirazione anche su Ugo Foscolo, si veda la lettera di Ventimiglia tratta dal romanzo Ultime lettere di Jacopo Ortis, le poesie giovanili e una parte dei Sepolcri (i versi in cui descrive il cimitero notturno dove giaceva Parini e la seconda parte, le pagine in cui ricorda gli usi funebri "medievali", che risentono molto del gusto del macabro e del lugubre di Young, di Viale e della Notte del Parini stesso, rispetto al resto del carme più composto, "poetico" e classico), e sul Pindemonte dei Cimiteri, ecc. Forse le liriche di Viale furone lette anche dal giovane Leopardi.
Il poeta, quasi del tutto dimenticato dal XX secolo se non nel suo paese natale, scrisse diverse raccolte: Canti del Solitario delle Alpi (Genova, 1792), Versi del Solitario delle Alpi (Torino, 1793) e Rime del Solitario delle Alpi (Genova, 1794). La vita e le opere principali di Viale, che mostrano il tipico pessimismo della poesia cimiteriale, sono state raccolte nella monografia del giornalista e saggista Claudio Brachino Ambrogio Viale 1769-1805 (2005).
Sonanti con frugor lungo e ferale
 
Per gli angol cavi di sue scure sale,

Cupi raccapriccianti urli feroci,
 
e vede sempre
 
Ombre sanguigne il guardo, il volto atroci,
 
Fasciate di lenzuolo sepolcrale;
 
alle cui voci sinistre risponde:
 
Lo so: m'attende il perfido Reame.
 
Itene pur: vi seguirò frappoco

Fra i corpi morti e lo tacente ossame.»
(Versi del Solitario delle Alpi)